# Julie Kopacsy-Karczag

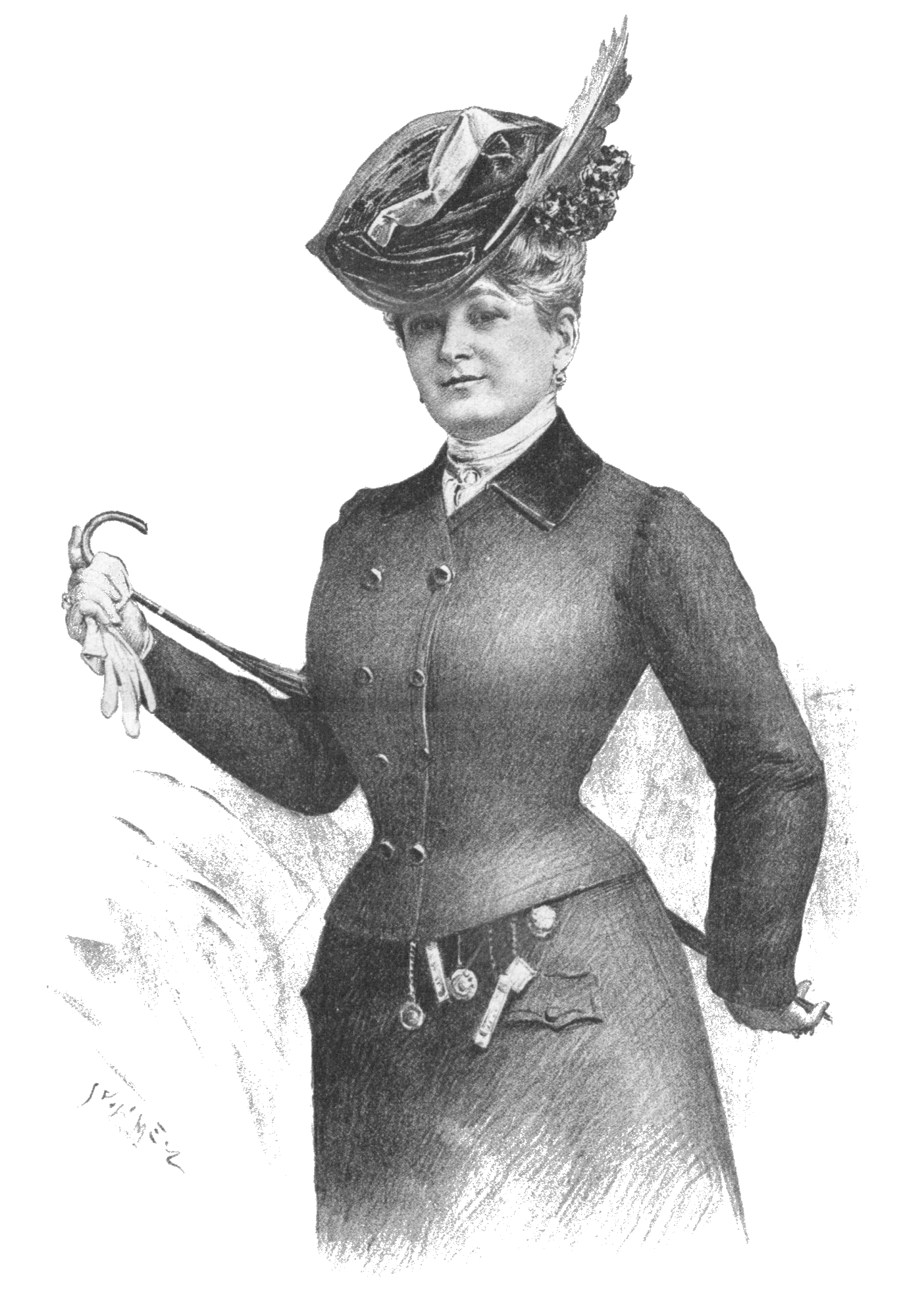
Julie Kopacsi-Karczag
von Jan Vilímek (Der Humorist, 1901)

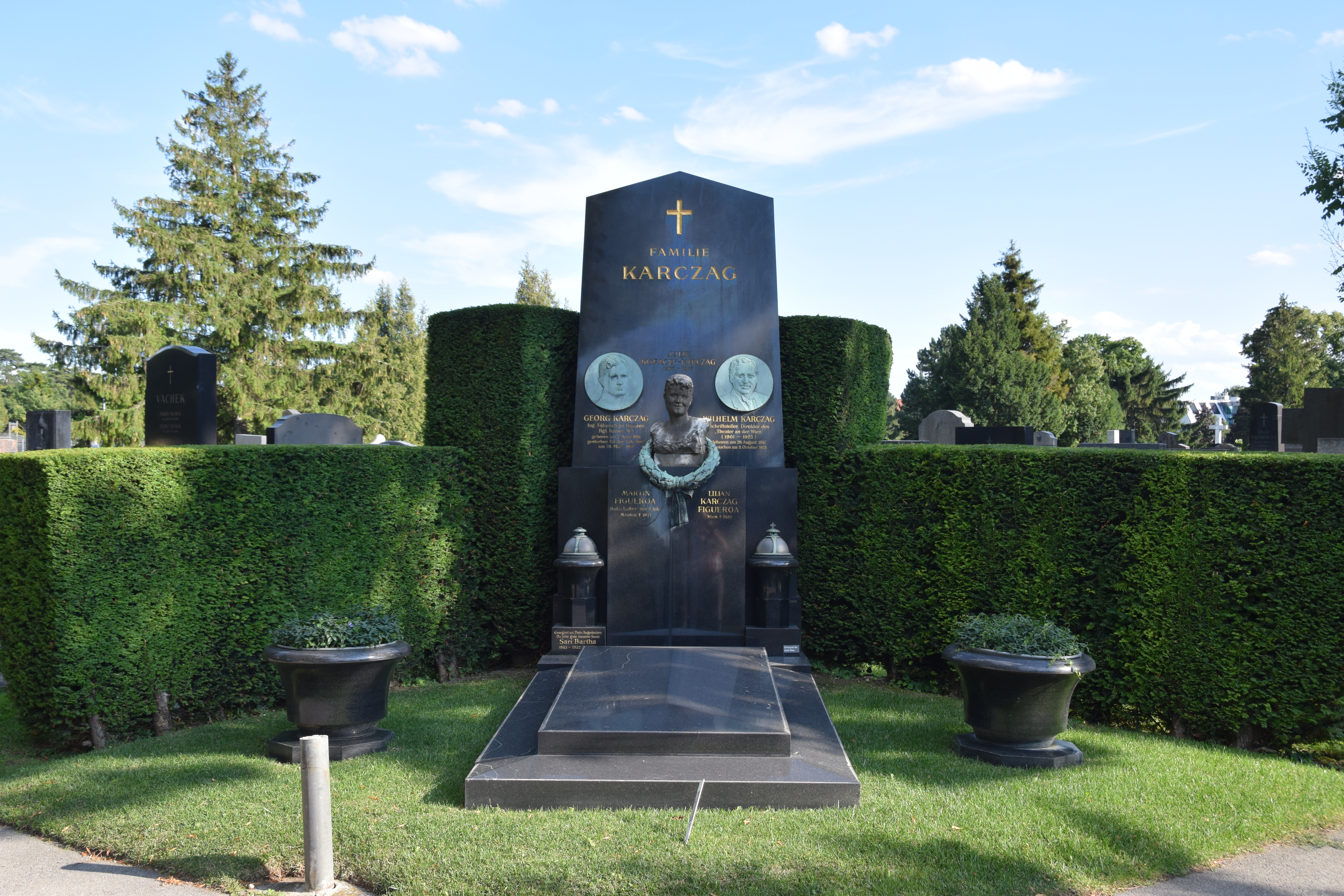
Grabstätte von Julie Kopacsi-Karczag

Julie Kopacsy-Karczag, geborene Julie Kopacsy, auch julie Kopacsy (13. Februar 1867 in Komorn, Österreich-Ungarn – 26. Januar 1957 in Wien) war eine ungarische Opernsängerin (Sopran).

## Leben
Kopacsy wurde nach Pest zu Adele Passy-Cornet zu ihrer Gesangsausbildung als Koloratursängerin geschickt.
Ihren ersten Auftritt hatte sie mit 15 Jahren als Oratoriensängerin zu Ehren der Anwesenheit Franz Liszts.
Karczag wirkte als Operettensoubrette 1889 in Debrezin, 1891–94 am Volkstheater in Budapest, 1894–96 am Carltheater in Wien. Sie gab Gastspiele in Berlin, Amerika, Russland und Prag und war dann wieder in Wien tätig.
Sie war verheiratet mit Wilhelm Karczag und ruht auf dem Hietzinger Friedhof, an der Seite ihres Mannes (Gruppe 38, Reihe 1, Nummer 1).

## Hauptrollen (Auswahl)
- Die schöne Helena
- Lady Hamilton
- Königin von Gamara